# Райдін-Маунтін-Вест
Райдін-Маунтін-Вест (англ. Riding Mountain West) — сільський муніципалітет в Канаді, у провінції Манітоба.

## Населення
За даними перепису 2016 року, сільський муніципалітет нараховував 1420 осіб, показавши зростання на 2,2%, порівняно з 2011-м роком. Середня густина населення становила 0,9 осіб/км².
З офіційних мов обидвома одночасно володіли 45 жителів, тільки англійською — 1 375. Усього 115 осіб вважали рідною мовою не одну з офіційних, з них 40 — українську.
Працездатне населення становило 74,4% усього населення, рівень безробіття — 4% (5,3% серед чоловіків та 3,7% серед жінок). 71,2% осіб були найманими працівниками, а 28,2% — самозайнятими.
Середній дохід на особу становив $46 176 (медіана $34 048), при цьому для чоловіків — $55 940, а для жінок $36 157 (медіани — $41 152 та $27 584 відповідно).
31,1% мешканців мали закінчену шкільну освіту, не мали закінченої шкільної освіти — 21,4%, 47,5% мали післяшкільну освіту, з яких 21,2% мали диплом бакалавра, або вищий.
| Статево-вікова структура населення | Статево-вікова структура населення | Статево-вікова структура населення | Статево-вікова структура населення | Статево-вікова структура населення |
| ---------------------------------- | ---------------------------------- | ---------------------------------- | ---------------------------------- | ---------------------------------- |
|                                    |                                    |                                    |                                    |                                    |
| Всього                             | Всього                             | 54,0%46,0%                         |                                    |                                    |
| 0 — 14 років                       | 0 — 14 років                       |                                    | 12,7%                              | 12,7%                              |
| 15 — 64 років                      | 15 — 64 років                      |                                    | 69,4%                              | 69,4%                              |
| 65 і більше                        | 65 і більше                        |                                    | 18%                                | 18%                                |
| 85 і більше                        | 85 і більше                        |                                    | 2,1%                               | 2,1%                               |
| Середній вік (років)               | Середній вік (років)               | 43,645,4                           | 44,4                               | 44,4                               |
| Медіана (років)                    | Медіана (років)                    | 47,850,0                           | 48,8                               | 48,8                               |
| — чоловіки — жінки                 |                                    |                                    |                                    |                                    |

| Походження мешканців:     | Походження мешканців:     | Походження мешканців: | Походження мешканців: | Походження мешканців: |
| ------------------------- | ------------------------- | --------------------- | --------------------- | --------------------- |
| Походження                |                           |                       | осіб                  | %                     |
| Корінні американці        | Корінні американці        |                       | 85                    | 6.37%                 |
| Інше північноамериканське | Інше північноамериканське |                       | 370                   | 27.72%                |
| Європейське               | Європейське               |                       | 1 110                 | 83.15%                |
| британське                | британське                |                       | 510                   | 38.2%                 |
| французьке                | французьке                |                       | 85                    | 6.37%                 |
| українське                | українське                |                       | 360                   | 26.97%                |
| Азійське                  | Азійське                  |                       | 10                    | 0.75%                 |

| Зайнятість населення за галузями (за класифікацією NOC): | Зайнятість населення за галузями (за класифікацією NOC): | Зайнятість населення за галузями (за класифікацією NOC): | Зайнятість населення за галузями (за класифікацією NOC): | Зайнятість населення за галузями (за класифікацією NOC): |
| -------------------------------------------------------- | -------------------------------------------------------- | -------------------------------------------------------- | -------------------------------------------------------- | -------------------------------------------------------- |
|                                                          |                                                          |                                                          |                                                          |                                                          |
| Управління                                               | Управління                                               |                                                          | 25%                                                      | 25%                                                      |
| Бізнес, фінанси та адміністрування                       | Бізнес, фінанси та адміністрування                       |                                                          | 15,3%                                                    | 15,3%                                                    |
| Природничі та прикладні науки                            | Природничі та прикладні науки                            |                                                          | 1,1%                                                     | 1,1%                                                     |
| Охорона здоров'я                                         | Охорона здоров'я                                         |                                                          | 6,8%                                                     | 6,8%                                                     |
| Освіта, правозахист, муніципальні та урядові служби      | Освіта, правозахист, муніципальні та урядові служби      |                                                          | 8%                                                       | 8%                                                       |
| Мистецтво, культура, відпочинок та спорт                 | Мистецтво, культура, відпочинок та спорт                 |                                                          | 1,1%                                                     | 1,1%                                                     |
| Роздрібна торгівля та послуги                            | Роздрібна торгівля та послуги                            |                                                          | 12,5%                                                    | 12,5%                                                    |
| Гуртова торгівля, транспорт та обладнання                | Гуртова торгівля, транспорт та обладнання                |                                                          | 15,3%                                                    | 15,3%                                                    |
| Природні ресурси, сільське господарство                  | Природні ресурси, сільське господарство                  |                                                          | 13,1%                                                    | 13,1%                                                    |
| Виробництво                                              | Виробництво                                              |                                                          | 2,3%                                                     | 2,3%                                                     |

## Клімат
Середня річна температура становить 0,9°C, середня максимальна – 21,9°C, а середня мінімальна – -26,2°C. Середня річна кількість опадів – 504 мм.
| Клімат поселення                              | Клімат поселення | Клімат поселення | Клімат поселення | Клімат поселення | Клімат поселення | Клімат поселення | Клімат поселення | Клімат поселення | Клімат поселення | Клімат поселення | Клімат поселення | Клімат поселення | Клімат поселення |
| Показник                                      | Січ.             | Лют.             | Бер.             | Квіт.            | Трав.            | Черв.            | Лип.             | Серп.            | Вер.             | Жовт.            | Лист.            | Груд.            |                  |
| Середній максимум, °C                         | −12,88           | −8,41            | −1,8             | 8,31             | 16,62            | 21,88            | 21,71            | 20,68            | 14,98            | 8,02             | −2,11            | −11,05           |                  |
| Середня температура, °C                       | −19,56           | −15,08           | −8,48            | 1,65             | 9,95             | 15,21            | 17,44            | 16,39            | 10,69            | 3,73             | −6,4             | −15,34           |                  |
| Середній мінімум, °C                          | −26,23           | −21,76           | −15,12           | −5,01            | 3,28             | 8,54             | 13,13            | 12,10            | 6,39             | −0,58            | −10,7            | −19,64           |                  |
| Норма опадів, мм                              | 24               | 16               | 27               | 26               | 56               | 89               | 76               | 66               | 47               | 29               | 22               | 26               |                  |
| Середньомісячна швидкість вітру, м/с          | 3.90             | 3.90             | 4.00             | 4.30             | 4.50             | 4.00             | 3.50             | 3.60             | 4.00             | 4.20             | 4.00             | 3.90             |                  |
| Середньомісячна сонячна радіація, кДж/м²·день | 3898             | 7242             | 12618            | 17067            | 20334            | 21397            | 21967            | 18528            | 12818            | 7640             | 4034             | 3044             |                  |
| --------------------------------------------- | ---------------- | ---------------- | ---------------- | ---------------- | ---------------- | ---------------- | ---------------- | ---------------- | ---------------- | ---------------- | ---------------- | ---------------- | ---------------- |
| Джерело:                                      |                  |                  |                  |                  |                  |                  |                  |                  |                  |                  |                  |                  |                  |